# Oligoclada crocogaster
Die Oligoclada crocogaster ist eine der 24 Libellenarten der Gattung Oligoclada aus der Unterfamilie Brachydiplacinae. Die Art ist entlang des Rio Madeira und nach dessen Mündung entlang des Amazonas verbreitet.

## Bau der Imago
Der Hinterleib (Abdomen) misst bei Oligoclada crocogaster-Männchen zwischen 14,0 und 15,9 Millimetern. Bei den Weibchen ist er mit 13,0 bis 15,0 Millimetern etwas kürzer. Die Unterseite des Abdomens ist bei den Männchen auf dem siebten Segment gelblich bis orange, auf dem achten und neunten orange bis rot. Das Abdomen des Weibchens hingegen ist wie dessen Thorax metallisch blauviolett mit einem hellblauen Staubüberzug. Auch ist das weibliche Abdomen viel zylindrischer und dicker als das der Männchen. Das reicht so weit, dass das vierte bis sechste Segment fast genauso lang wie breit ist. Die korrespondierenden Segmente der Männchen sind hingegen circa doppelt so lang wie breit. Die im Vergleich mit den unteren, deutlich längeren oberen Hinterleibsanhänge der Männchen lassen eine Abgrenzung der Art zu Oligoclada amphinome zu, bei welcher beide gleich lang sind. Der Thorax der Männchen ist dunkelblau und wirkt wie mit feinem Staub überzogen.
Die durchsichtigen Hinterflügel messen bei den Männchen zwischen 17,5 und 20,2 Millimeter. Die Hinterflügel der Weibchen sind mit 19,2 bis 22,0 Millimetern etwas größer. Das Flügelmal (Pterostigma) erreicht 1,5 bis 2,1 Millimeter bei den Männchen und 1,3 bis 2,1 Millimeter bei den Weibchen. Die Anzahl der Antenodaladern liegt beim Vorderflügel bei acht bis neuneinhalb, beim Hinterflügel bei sechs bis acht. Dabei ist die letzte Antenodalader im Vorderflügel nur in einem Drittel der Fälle vollständig, reicht also von der Costalader bis zur Radiusader. Postnodaladern existieren sechs bis neun beziehungsweise sechs bis acht. Beim Weibchen ist der Bereich des Analfeldes gelblich braun eingefärbt.

## Lebensraum
Das Habitat der Tiere sind kleine Bäche im tropischen Regenwald. Sie sitzen dort nach Beute ausschauend auf Blättern.

## Forschungsgeschichte
Erstmals beschrieben wurde die Art im Jahr 1931 von Donald Joyce Borror anhand eines Tieres aus Belém.